# De Havilland Comet
De Havilland DH 106 Comet là máy bay phản lực thương mại đầu tiên trên thế giới.  Được phát triển và sản xuất bởi de Havilland tại Sân bay Hatfield ở Hertfordshire, Vương quốc Anh, nguyên mẫu Comet 1 đã bay lần đầu tiên vào năm 1949. Nó có thiết kế sạch về mặt khí động học với bốn động cơ phản lực de Havilland Ghost được chôn trong rễ cánh, cabin áp lực và lớn  cửa sổ vuông.  Đối với thời đại, nó cung cấp một cabin hành khách tương đối yên tĩnh, thoải mái và được hứa hẹn về mặt thương mại khi ra mắt vào năm 1952.
Tuy nhiên, trong vòng một năm kể từ khi tham gia dịch vụ hàng không, các vấn đề bắt đầu xuất hiện, với ba chiếc Comet hỏng trong vòng mười hai tháng trong các vụ tai nạn máy bay được công bố rộng rãi, sau khi trải qua những cuộc chia tay thảm khốc trong chuyến bay. Hai trong số này được tìm thấy là do lỗi cấu trúc do mỏi kim loại trong khung máy bay, một hiện tượng chưa được hiểu đầy đủ vào thời điểm đó. Một cái khác là do quá tải máy bay trong suốt chuyến bay qua thời tiết khắc nghiệt. Comet đã được rút khỏi dịch vụ và được thử nghiệm rộng rãi. Lỗi thiết kế và lắp ráp, bao gồm tán đinh không đúng cách và nồng độ áp lực nguy hiểm xung quanh một số cửa sổ vuông, cuối cùng đã được xác định. Do đó, Comet được thiết kế lại rộng rãi, với các cửa sổ hình bầu dục, gia cố cấu trúc và các thay đổi khác. Trong khi đó, các nhà sản xuất đối thủ đã chú ý đến những bài học rút ra từ Comet trong khi phát triển máy bay của riêng họ.
Mặc dù doanh số chưa bao giờ phục hồi hoàn toàn, Comet 2 cải tiến và Comet 3 nguyên mẫu đã đạt đến đỉnh cao trong loạt Comet 4 được thiết kế lại và ra mắt vào năm 1958,nơi nó sẽ tiếp tục phục vụ thương mại đến năm 1981. Comet cũng được điều chỉnh cho nhiều vai trò quân sự như vận chuyển VIP, y tế và hành khách, cũng như giám sát. Mẫu Comet 4 cuối cùng, được dùng là mẫu nghiên cứu, thực hiện chuyến bay cuối vào năm 1997. Lần sửa đổi sâu rộng nhất dẫn đến một biến thể tuần tra hàng hải chuyên dụng, Hawker Siddeley Nimrod, vẫn phục vụ trong Không quân Hoàng gia cho đến năm 2011, hơn 60 năm sau chuyến bay đầu tiên của Comet.

## Phát triển